# Gerd Leufert
Gerd Leufert (Memel, Alemania, 9 de junio de 1914 - Caracas, Venezuela, 22 de enero de 1998) conocido en Venezuela como Gerd (diminutivo de Gerhard), pero en los archivos de estudios de Lituania y Alemania aparece como Gerhard Leufert, fue un diseñador gráfico, pintor, dibujante y fotógrafo. Realizó su labor profesional en Alemania y Venezuela, país adonde había emigrado, y también desarrolló tareas docentes y de curaduría artística y recibió galardones internacionales.

## Labor profesional en Alemania
Estudió en Alemania en la Escuela Superior de Diseño de Hannover en 1933, en la Escuela de Artesanía de Maguncia de 1935 a 1936 y en la Academia de Bellas Artes de Múnich en 1939 con Fritz Helmuth Ehmcke, Walter Teutsch y Friedrich Heubner. Al concluir la Segunda Guerra Mundial trabajó como colaborador gráfico en casas editoriales como Piper, Biederstein, Oldenburg y Hansen, entre otras; en 1947 asumió como jefe del estudio gráfico Bayrisches Bild en Múnich, propiedad de su maestro Ehmcke. En 1951 Eberhard Holschr publicó en la revista Gebrauchsgraphik, de Múnich, un ensayo sobre su trabajo.

## Leufert en Venezuela
En 1952 emigró a Venezuela y obtuvo el cargo de director de arte en la agencia de publicidad McCann Erickson de Venezuela. En 1953 se radicó con su esposa, la artista Gego (Gertrude Goldschmidt), en Tarma, Estado Vargas, donde trabajan hasta 1956. En 1957 asume la dirección artística de la revista El Farol en la cual su director Alfredo Armas Alfonzo, le encomienda la creación de una nueva imagen, con lo cual la revista se convierte en un marco experimental para una nueva expresión de diseño gráfico, y en 1959 deja su cargo en manos de Nedo M.F. Entre 1958 y 1960 inicia su experiencia docente en la Facultad de Arquitectura y Urbanismo de la UCV, que alterna con una cátedra en la Escuela de Artes Plásticas Cristóbal Rojas donde dirige la sección de Artes Aplicadas.
En 1959 viaja a Estados Unidos para cursar estudios especiales en la Universidad de Iowa y técnicas gráficas en el Instituto Pratt de Nueva York. Entre 1961 y 1966 estuvo vinculado con el Museo de Bellas Artes de Caracas (MBA), inicialmente como coordinador y director de arte de la revista Visual y luego como curador; allí emprende una transformación de la producción del museo en el ámbito del diseño gráfico y en 1961, el MBA presenta "Gráfica 1", la primera exposición de diseño gráfico organizada en el país.
Como pintor, se interesó en las tendencias abstractas y, sin abandonar la técnica del óleo, desarrolló obras informalistas monocromas, como AM-17 (1961, Colección GAN) y constructivas, a través de las oposiciones de color en un espacio reversible, como la serie Union Square (1964). En una última etapa revisó el marco como posibilidad objetual (Rodríguez, 1980, pp. 143-144). Esteban Muro comentaba en aquel tiempo sobre su obra pictórica: "Leufert encara una síntesis fundamental entre las posibilidades de la luz y la materia como resultado de haber entendido la pintura como cuestión experimental" (1962, p.1). Años más tarde señala Juan Calzadilla: "La pintura de Gerd Leufert en los años sesenta introduce tonos desconcertantes y bizarros y los emplea con arreglo a los principio de extensión, intensidad y ubicación de color en el plano [...] con la idea de cuestionar la armonía tradicional de primarios y secundarios que empleaban los abstractos" (1999, p.4).
En 1964 Leufert diseñó el emblema oficial del Pabellón de Venezuela para la Feria Mundial de Nueva York. Ese año trabajó activamente en la creación del Instituto Neumann, del cual será profesor hasta 1967. En 1965 organizado por el Instituto Nacional de Cultura y Bellas Artes de Venezuela y comisariada por Juan Calzadilla, participó junto a Jacobo Borges y Francisco Hung en representación de Venezuela en la VIII Bienal de São Paulo, Brasil, exhibiendo un conjunto de 8 obras en total incluyendo sus ya importantes "Tijoques" (III, VI y VII), siendo aclamado como un visionario del desarrollo Neoconstructivista asociado al grupo de artistas geométricos y cinéticos de Caracas de los años 50. El retorno óptico a la tendencia geométrica da a su trabajo una validez total, como lo demuestra el éxito obtenido por este artista en los Estados Unidos durante el año 1964.  En 1966 exhibió sus proposiciones gráfica, que llamó Visibilia, en el MBA, acompañadas con un libro homónimo diseñado por Larry June con textos de Miguel Arroyo y Alfredo Chacón. Visibilia participó en eventos como Trademarks International AIGA (Nueva York), la III Bienal Americana de Arte (Córdoba, Argentina), la I Bienal Internacional del Afiche en Varsovia y la Segunda Exposición de Artes Gráficas (Brno, República Checa). En 1967 trabajó con Gego en el diseño de las obras ambientales para la fachada del Centro Comercial Cedíaz, y un año después inicia, también con Gego, la obra mural del edificio sede del INCE, en Caracas.
En 1968 retoma su labor en el MBA y al año siguiente crea, junto a Miguel Arroyo, la curadoría de dibujo y estampa, que dirige hasta su retiro de la institución en 1973; durante ese tiempo organiza la serie de exposiciones tituladas Sobre papel. En 1968 edita junto a Nedo M.F. un nuevo libro de diseño, Imposibilia, con textos de Alfredo Armas Alfonzo y Alfredo Silva Estrada, obra que tres años más tarde obtuvo la medalla de bronce en la "Exposición Internacional del Arte del Libro" en Leipzig, Alemania. En 1969 se edita su libro Nenias. En 1970 sale a la luz Marcas, una publicación que reúne trabajos realizados para identificar empresas y organizaciones, "un decantado proceso de fusión entre el diseño y la escritura, un lenguaje libre, penetrante y certero, que expresa, con máxima economía y máxima eficiencia, una idea clara y distintiva". En 1971, una nueva publicación Sin Arco, con texto de Miguel Arroyo y diseño de Nedo M.F. reúne muestras de su trabajo gráfico en las que "toca más de cerca la creación desinteresada, pero se relaciona con el tema único de la flecha y sus variantes, de manera que permanece obligado a presentar y describir un tema sin perder de vista la analogía entre una flecha real y una imagen diseñada".
En 1972 recibe el premio de honor en la "Exposición Internacional de Artes Gráficas" en Brno (República Checa) y medalla de bronce por su libro Sin Arco. Entre 1974 y 1979 con Nedo M.F., Santiago Pol y Álvaro Sotillo, realiza una serie de sellos postales venezolanos; entre sus diseños se encontraban los dedicados al bicentenario del Libertador y al año Reveroniano. La serie completa fue expuesta en La Nueva Estampilla Venezolana (GAN, 1978). Al año siguiente el grupo recibe una medalla y mención de honor en la Exposición mundial de la estampilla realizada en Praga.
En 1976, con textos Hanni Ossott y María Fernanda Palacios y diseño de Nedo M.F., surge un libro que forma parte del trabajo escultórico de Leufert: Listonados. Sobre estos trabajos escribió Roberto Guevara: "La escultura ha combinado la especulación de la forma de origen naturalista, o tal vez deberíamos decir organicista, con otra más acorde con el sistema rectangular que domina casi toda la producción de diseño, como sería el caso de las obras conjugadas en la serie de listonados" (1990). Por su parte Juan Calzadilla comentó: "Experimentó lo conceptual elaborando una parodia frenética [...] del marco usado para enmarcar pinturas tradicionales [...], artefactos desprevenidos que el mismo tallaba, retomaba del kitsch o del desecho, repintándolos, ensamblando sus partes, relevándolos y exhibiéndolos sin lienzo" (1999, p.4). En 1977, la revista Novum Gebrauchsgraphik de Múnich publica una separata dedicada a la obra de Leufert. Ese mismo año, el MBA edita Gerd Leufert Diseñador con textos de Gabriel Rodríguez y Miguel Arroyo, diseño de Nedo M.F. y diagramación de Álvaro Sotillo.
En 1978, como miembro de Taller Cobalto, participa en una exposición colectiva en el Museo de Arte Contemporáneo de Caracas. En 1979 forma parte del grupo TAGA. En 1984 aparece el libro La Emblemática de Gerd Leufert editado por la Galería de Arte Nacional de Caracas, con textos de Victoria de Stefáno y selección-diseño de Álvaro Sotilo; esta obra obtiene la Letra de Oro en la exposición "Los libros más bellos del mundo", en Leipzig (Alemania). En 1985 expone Nenias en el Museo Bellas Artes de Caracas, formas que "reflejan la necesidad de anteponer la forma a la imagen ya constituida y socialmente empobrecida, la intención de restaurar la riqueza de estímulos de una visión originaria, la posibilidad de una comunicación previa a la comunicación misma". Durante esa época colabora con Alfredo Armas Alfonzo en la realización del libro Diseño Gráfico en Venezuela (Caracas: Maraven, 1985).
En 1988 presenta una retrospectiva de su obra como diseñador en la Sala Sidor, con la curadoría de Gloria Carnevalli quién señaló en relación con su obra: "Cuan primordial ha sido en su trabajo la búsqueda de las cualidades lógicas de una imagen [...]. Y sin embargo, hay algo en sus emblemas, en sus logotipos, afiches y carátulas que elude el extremo ascetismo de una filosofía visual cuya premisa básica en la exaltación de la imagen más escueta [...]. En la obra de Leufert se da una feliz y lúdica coexistencia entre el rigor y la frescura, entre la imaginación y la norma constructiva [...]. La fantasía formal de Leufert encuentra en las estructuras de lectura múltiple, en el principio serial, en la ambigüedad espacial y en la contraposición de elementos especulares, versátiles recursos para la invención de sus imágenes" (1988).
En 1990 Miguel Arroyo seleccionó 83 fotografías realizadas por Leufert desde 1981 para la primera exposición en esta disciplina Penthouse B (Sala RG), "Un intenso, tal vez también implacable recorrido por la cotidianidad, el tributo generoso y simple al universo visual del entorno, pero de igual modo se encuentra el proceso de la mirada constructiva [...], el desdoblamiento de seres, objetos y espacios [...], luces y sombras jugando al eterno flujo de apariciones" (Guevara, 1990). Ese año recibe el Premio Nacional de Artes Plásticas. En 1991 la BN organiza la VI Bienal del Cartel en homenaje al artista. Sus indagaciones a la fotografía dan lugar a nuevas propuestas que se exhiben en 1992 en el Centro Cultural Consolidado, a propósito de la cual Victoria de Stefano dijo que a partir de contactos, copias, ampliaciones, Leufert realizaba "la realidad con una mirada estereoscópica. Es justamente de eso de lo que se trata: intervenir y reutilizar la memoria fotográfica para las viejas copias a estos fines [...]. Se acorta, se agrupa, se destruye, se interpola, se ensamblan los elementos" (1992).
En 1994 exhibe Espacios imaginarios y reales: tintas de Gerd Leufert (MBA), pequeños paisajes del norte de Europa, dibujados entre 1963 y 1982, junto a un grupo de tintas abstractas realizadas entre 1981 y 1987. Estas obras fueron donadas por el artista al MBA. Al año siguiente, la misma institución muestra Los papeles de abajo, tintas y aguadas que el propio Leufert llamó obras sin autor, pues surgieron en forma casual sobre los papeles que servían de soporte a aquellos otros papeles en los que efectivamente el artista realizó trabajos. La obra de Leufert "es el producto del coloquio ininterrumpido que ha mantenido con las formas y los signos gráficos para averiguar qué es lo que nos dicen. De allí la variedad de su exploración, la riqueza y multiplicidad de sus hallazgos, el amplio registro de posibilidades formales en que se mueve". De Leufert la GAN posee en su colección AM-17 (óleo sobre madera, 1961), Union Square 13 (óleo sobre tela, 1964), Teque (óleo sobre tela, 1964) y Nenia plateada (serigrafía, 1980), entre otros.